# Laguenne
Laguenne ist eine Ortschaft und eine ehemalige französische Gemeinde mit 1.374 Einwohnern (Stand 1. Januar 2022) im Département Corrèze in der Region Nouvelle-Aquitaine (vor 2016 Poitou-Charentes). Sie gehörte zum Arrondissement Tulle und zum Kanton Sainte-Fortunade. Die Einwohner nennen sich Guennois(es).  
Mit Wirkung vom 1. Januar 2019 wurden die ehemaligen Gemeinden Laguenne und Saint-Bonnet-Avalouze zur Commune nouvelle Laguenne-sur-Avalouze zusammengelegt und haben in der neuen Gemeinde den Status einer Commune déléguée. Der Verwaltungssitz befindet sich im Ort Laguenne.

## Geografie
Der Ort liegt im Zentralmassiv, ungefähr fünf Kilometer südlich von Tulle, der Präfektur des Départements.
Die Flüsse Montane, Saint-Bonnette und die Corrèze durchfließen das Gebiet. 
Nachbarorte von Laguenne sind Tulle im Norden, Chanac-les-Mines und Saint-Bonnet-Avalouze im Nordosten, Ladignac-sur-Rondelles im Süden sowie Sainte-Fortunade im Südwesten.

## Wappen
Beschreibung: In Rot ein mit fünf schwarzen Sparren belegter silberner Schrägbalken und das linke Obereck Rot-Gold geschacht. 

## Geschichte
Der ursprüngliche Name des Ortes Agenna wird um 922 n. Chr. erstmals genannt und war keltischen Ursprungs. Danach wurde der Name zu Aquina latinisiert und wandelte sich über Aquina, Agena, Aguena und Laguenna schließlich zu Laguenne. Der L-Anlaut erklärt sich durch Verschmelzung des Artikels la mit dem Ortsnamen, es wurde also L’Aguenna schließlich zu Laguenna. Der Ort war einer der 18 befestigten Städte des Bas-Limousin.

## Bevölkerungsentwicklung
| Jahr      | 1962 | 1968 | 1975 | 1982 | 1990 | 1999 | 2007 | 2016 |
| Einwohner | 1322 | 1458 | 1610 | 1511 | 1467 | 1448 | 1469 | 1329 |

## Persönlichkeiten
- Guillaume Sudre, früherer Kardinal und Bischof von Marseille